# Tetrahydrofuran

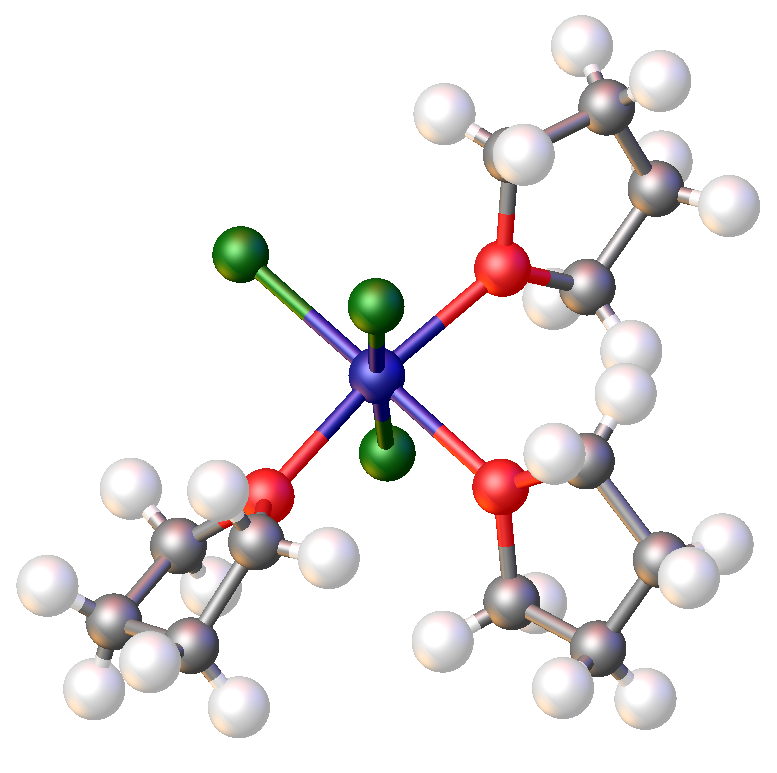
Cấu trúc của VCl_{3}(THF)_{3}.

Tetrahydrofuran (THF), hoặc oxolan, là một hợp chất hữu cơ có công thức (CH2)4O. Hợp chất này được phân loại là hợp chất dị vòng, cụ thể là một ete vòng. Nó là một hợp chất hữu cơ không màu, hòa tan trong nước với độ nhớt thấp. Nó chủ yếu được sử dụng làm tiền thân của polyme. Là một chất lỏng phân cực và độ lỏng cao, THF là một dung môi đa năng.

## Sản xuất
Khoảng 200.000 tấn tetrahydrofuran được sản xuất hàng năm. Quy trình công nghiệp được sử dụng rộng rãi nhất bao gồm quá trình khử nước 1,4-butanediol xúc tác axit. Ashland/ISP là một trong những nhà sản xuất lớn nhất của hóa chất này. Phương pháp tương tự như sản xuất dietyl ete từ etanol. Butanediol được tạo ra từ sự ngưng tụ của axetylen với fomanđehit sau đó được hydro hóa. DuPont đã phát triển một quy trình sản xuất THF bằng cách oxy hóa n-butan thành maleic anhydride, tiếp theo là quá trình hydro hóa có xúc tác. Một phần ba lộ trình công nghiệp lớn đòi hỏi hydroformylation của allyl rượu tiếp theo hydro hóa 1,4-butanediol.

### Các phương pháp khác
THF cũng có thể được tổng hợp bằng cách xúc tác hydro hóa furan. Điều này cho phép một số loại đường được chuyển đổi thành THF thông qua quá trình phân hủy xúc tác axit thành furfural và khử cacbonyl hóa thành furan, mặc dù phương pháp này không được thực hành rộng rãi. Do đó, THF có nguồn gốc từ các nguồn tài nguyên tái tạo.

## Ứng dụng

### Sự trùng hợp
Khi có axit mạnh, THF chuyển đổi thành polyme mạch thẳng được gọi là poly(tetramethylene ether) glycol (PTMEG), còn được gọi là polytetramethylene oxide (PTMO):
nC4H8O → -(CH2CH2CH2CH2O)n-
Polyme này chủ yếu được sử dụng để tạo ra các sợi polyurethane đàn hồi như Spandex.

### Làm dung môi
Ứng dụng chính khác của THF là làm dung môi công nghiệp cho polyvinyl clorua (PVC) và trong vecni. Nó là một dung môi aprotic với hằng số điện môi là 7,6. Nó là một dung môi phân cực vừa phải và có thể hòa tan một loạt các hợp chất hóa học không phân cực và phân cực. THF hòa tan trong nước và có thể tạo thành cấu trúc hydrat clathrat rắn với nước ở nhiệt độ thấp.
THF đã được khám phá như một đồng dung môi có thể trộn lẫn trong dung dịch nước để hỗ trợ quá trình hóa lỏng và phân tách sinh khối lignocellulosic thực vật để sản xuất các hóa chất nền tảng tái tạo và đường như là tiền chất tiềm năng của nhiên liệu sinh học. THF trong nước làm tăng quá trình thủy phân glycan từ sinh khối và hòa tan phần lớn lignin sinh khối, làm cho nó trở thành dung môi thích hợp cho tiền xử lý sinh khối.
THF thường được sử dụng trong khoa học polyme. Ví dụ, nó có thể được sử dụng để hòa tan các polyme trước khi xác định khối lượng phân tử của chúng bằng sắc ký thấm gel. THF cũng hòa tan PVC, và do đó nó là thành phần chính trong chất kết dính PVC. Nó có thể được sử dụng để hóa lỏng xi măng PVC cũ và thường được sử dụng trong công nghiệp để tẩy dầu mỡ cho các bộ phận kim loại.
THF được sử dụng như một thành phần trong pha động cho sắc ký lỏng pha đảo ngược. Nó có cường độ rửa giải lớn hơn metanol hoặc axetonitril, nhưng ít được sử dụng hơn các dung môi này.
THF được sử dụng làm dung môi trong in 3D khi sử dụng nhựa PLA. Nó có thể được sử dụng để làm sạch các bộ phận máy in 3D bị tắc, cũng như khi hoàn thiện bản in để loại bỏ các đường ép đùn và tăng thêm độ sáng bóng cho thành phẩm. Gần đây THF được sử dụng làm đồng dung môi cho pin lithium, giúp ổn định cực dương kim loại.
THF là dung môi cho rất nhiều phản ứng trong môi trường không có sự cho nhận proton của nó

#### Sử dụng trong phòng thí nghiệm

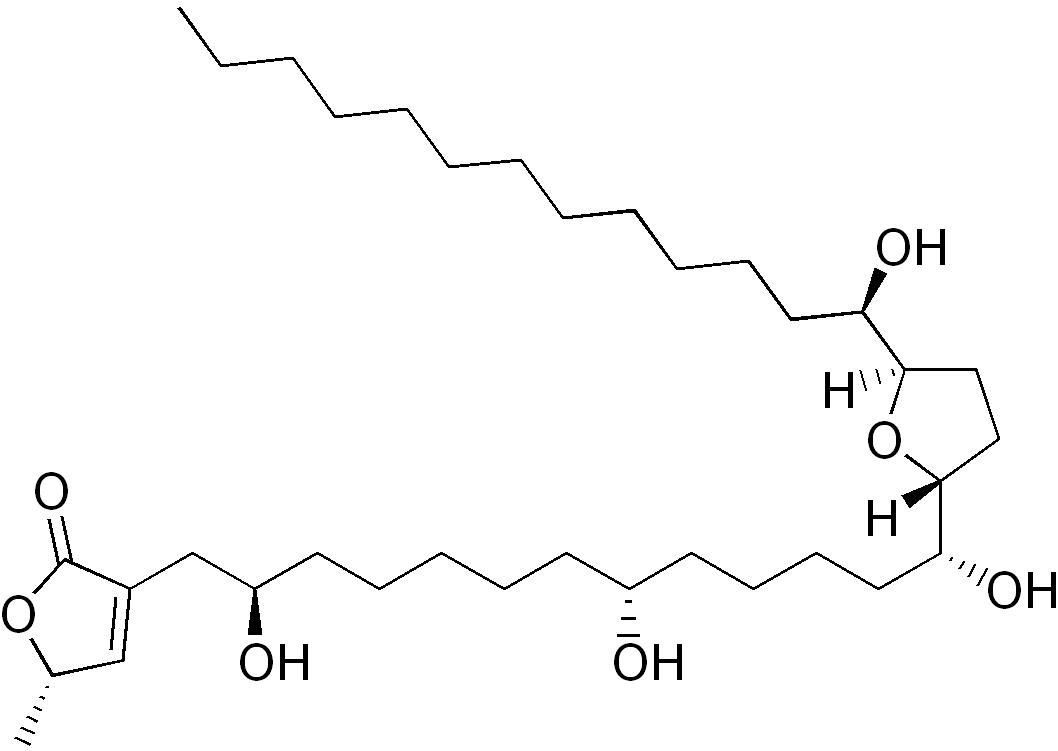
Cấu trúc hóa học của annonacin, một acetogenin.

Trong phòng thí nghiệm, THF là một dung môi phổ biến khi khả năng trộn lẫn trong nước của nó không phải là một vấn đề. Nó có tính base hơn dietyl ether và tạo phức mạnh hơn với Li+, Mg2+ và boranes. Nó là một dung môi phổ biến cho các phản ứng hydro hóa và cho các hợp chất cơ kim như organolithium và thuốc thử Grignard. Do đó, trong khi dietyl ete vẫn là dung môi được lựa chọn cho một số phản ứng (ví dụ: phản ứng Grignard), THF hoàn thành vai trò đó trong nhiều phản ứng khác, nơi mà sự phối hợp mạnh mẽ là mong muốn và các đặc tính chính xác của dung môi ete như những phản ứng này (một mình và trong hỗn hợp và ở nhiệt độ khác nhau) cho phép tinh chỉnh các phản ứng hóa học hiện đại.
THF thương mại chứa nước đáng kể phải được loại bỏ đối với các hoạt động nhạy cảm, ví dụ như những hoạt động liên quan đến các hợp chất cơ kim. Mặc dù THF được làm khô theo cách truyền thống bằng cách chưng cất từ chất hút ẩm tích cực, nhưng các sàng phân tử lại vượt trội hơn.

#### Phản ứng với hydro sunfua
Khi có mặt chất xúc tác axit rắn, THF phản ứng với hydro sunfua để tạo ra tetrahydrothiophene.

## Tính base của Lewis
THF là một bazơ Lewis liên kết với nhiều loại axit Lewis như I2, phenol, triethylen nhôm và đồng (II) bis (hexafloroacetylacetonato). THF đã được phân loại trong mô hình ECW và nó đã được chứng minh rằng không có một thứ tự nào về độ mạnh base. Nhiều phức chất thuộc phương pháp đo phân tích MCl3(THF)3.

## Biện pháp phòng ngừa
THF là một dung môi tương đối không độc hại, với liều lượng gây chết trung bình (LD50) tương đương với liều lượng axeton. Phản ánh đặc tính dung môi đáng chú ý của nó, nó thâm nhập vào da, gây mất nước nhanh chóng. THF dễ dàng hòa tan latex và do đó cần được xử lý bằng găng tay cao su nitrile. Nó rất dễ cháy.
Một mối nguy hiểm do THF gây ra là nó có thể tạo thành hợp chất nổ 2-hydroperoxytetrahydrofuran khi phản ứng với không khí:
Để giảm thiểu vấn đề này, nguồn cung cấp THF thương mại thường được ổn định bằng butylated hydroxytoluene (BHT). Chưng cất THF đến khô là không an toàn vì peroxit nổ có thể tập trung trong cặn.

## Các hợp chất liên quan

Eribulin (nhãn tên: HalAventine), thuốc chống ung thư có chứa THF thương mại.

### Tetrahydrofurans
Vòng tetrahydrofuran được tìm thấy trong các sản phẩm tự nhiên đa dạng bao gồm lignans, acetogenin và các sản phẩm tự nhiên polyketide. Phương pháp luận đa dạng đã được phát triển để tổng hợp các THF thay thế.

### Oxolanes
Tetrahydrofuran là một trong những nhóm ete mạch vòng được gọi là oxolanes. Có bảy cấu trúc:
- Monoxolane, gốc của nhóm, đồng nghĩa với tetrahydrofuran
- 1,3-dioxolan
- 1,2-điôxin
- 1,2,4-trioxolan
- 1,2,3-trioxolan
- tetroxolan
- pentoxolane